# Sommentier

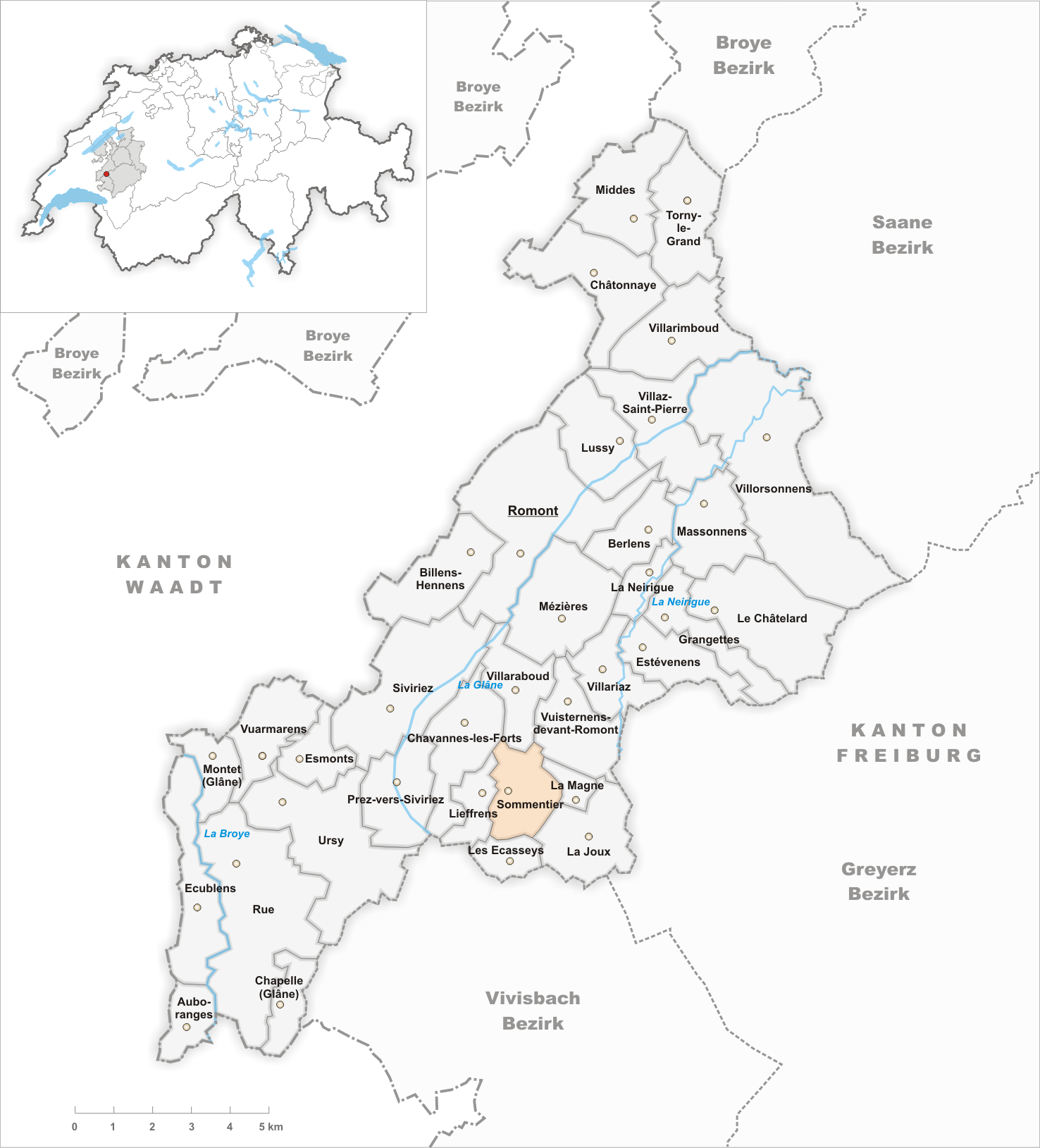
Gemeindestand vor der Fusion am 1. Januar 2003

Sommentier (Freiburger Patois Chomintyiⓘ) ist eine Ortschaft und früher selbständige politische Gemeinde im Distrikt Glâne des Kantons Freiburg in der Schweiz. Am 1. Januar 2003 wurde Sommentier zusammen mit einer Reihe weiterer Gemeinden nach Vuisternens-devant-Romont eingemeindet.

## Geographie
Sommentier liegt auf 907 m ü. M., zweieinhalb Kilometer südwestlich von Vuisternens-devant-Romont und 6,5 km südlich des Bezirkshauptortes Romont (Luftlinie). Das Bauerndorf erstreckt sich an aussichtsreicher Lage am Nordabhang der Waldhöhe Bois du Chaney, über dem Tälchen des Gottau (im Unterlauf Fochau genannt), eines Seitenbachs der Glâne, im Molassehügelland des höheren Freiburger Mittellandes. Die ehemalige Gemeindefläche betrug rund 3,3 km². Das Gebiet umfasste den Waldhügel Bois du Chaney (954 m ü. M.), seinen sanft nach Norden geneigten Hang und reichte im Nordwesten in das Tälchen des Gottau.

## Bevölkerung
Mit 255 Einwohnern (2002) zählte Sommentier vor der Fusion zu den kleinen Gemeinden des Kantons Freiburg. Zu Sommentier gehören die Siedlung Chez les Dumas (923 m ü. M.) am Nordwesthang des Bois du Chaney sowie mehrere Hofsiedlungen und Einzelhöfe.
Einwohnerzahlen: Volkszählungsdaten

## Wirtschaft
Sommentier war bis in die zweite Hälfte des 20. Jahrhunderts ein vorwiegend durch die Landwirtschaft geprägtes Dorf. Noch heute haben die Milchwirtschaft und die Viehzucht einen wichtigen Stellenwert in der Erwerbsstruktur der Bevölkerung. Einige weitere Arbeitsplätze sind im lokalen Kleingewerbe und im Dienstleistungssektor vorhanden. In den letzten Jahrzehnten hat sich das Dorf dank seiner attraktiven Lage auch zu einer Wohngemeinde entwickelt. Viele Erwerbstätige sind deshalb Wegpendler, die hauptsächlich in den Regionen Romont und Bulle arbeiten.

## Verkehr
Das Dorf liegt abseits der grösseren Durchgangsstrassen, ist aber von Vuisternens-devant-Romont leicht erreichbar. Sommentier besitzt von Montag bis Freitag durch eine Buslinie der Transports publics Fribourgeois, die von Sommentier über Vuisternens-devant-Romont nach Estévenens verkehrt, einen Anschluss an das Netz des öffentlichen Verkehrs.

## Geschichte
Die erste urkundliche Erwähnung des Ortes erfolgte 1247 unter den Namen Somentier und Summentier. Der Ortsname ist wahrscheinlich vom altfranzösischen Wort som (Berggipfel) abgeleitet. Das Gebiet von Sommentier war Teil der Herrschaft Vuisternens-devant-Romont. Als die Berner 1536 das Waadtland eroberten, kam das Dorf unter die Herrschaft von Freiburg und wurde der Vogtei Romont zugeordnet. Nach dem Zusammenbruch des Ancien Régime (1798) gehörte Sommentier während der Helvetik und der darauf folgenden Zeit zum Bezirk Romont und wurde 1848 in den Bezirk Glâne eingegliedert. Sommentier war früher von der Pfarrei Vuisternens-devant-Romont abhängig; heute ist es eine eigenständige Kirchgemeinde.
Im Rahmen der vom Kanton Freiburg seit 2000 geförderten Gemeindefusionen wurde Sommentier zusammen mit Lieffrens, La Magne, Les Ecasseys, La Joux, Villariaz und Estévenens mit Wirkung auf den 1. Januar 2003 nach Vuisternens-devant-Romont eingemeindet.